# Jean der Träumer
Jean der Träumer (französisch: Jean le bleu) ist ein Roman von Jean Giono aus dem Jahr 1932. Die deutsche Ausgabe erschien 1934 unter dem Titel Der Träumer. Obwohl weitgehend autobiographisch, räumt Giono ein, dass er hier und da Anekdoten hinzugefügt und andere weggelassen habe.
Der Roman erzählt Gionos Jugend in der Provence, wo er als Sohn einer Büglerin und eines Schusters aufwuchs. Wie alle seine Werke verströmt auch dieses einen provenzalischen Duft und quillt von leuchtenden Anekdoten über. Die Atmosphäre des Buchs mag durch folgende Zeile daraus angedeutet werden:
Alles Glück der Menschen liegt in kleinen Tälern.
Das Buch wurde 1978 von Hélène Martin mit Jean-Paul Farre, Geneviève Mnich, Michel Robin, David Salkin, Ginger Salkin und Paul Savatier in den Hauptrollen verfilmt.

## Bibliographie
- Der Träumer. Aus dem Französischen übersetzt von Käthe Rosenberg. Fischer, Berlin 1934
- Jean, der Träumer, Verlag Btb, München 2000, ISBN 3-442-72287-X.